# Lapleau
Lapleau (La Pléu auf Okzitanisch) ist eine französische Gemeinde mit 386 Einwohnern (Stand 1. Januar 2022) im Département Corrèze in der Region Nouvelle-Aquitaine. Die Gemeinde ist Sitz des Gemeindeverbandes Ventadour-Égletons-Monédières und Teil des Kantons Égletons.

## Geografie
Die Gemeinde liegt im Zentralmassiv, am Fluss Luzège, rund drei Kilometer südlich der Talsperre Barrage de la Luzège und ist von ausgedehnten Wäldern umgeben. Tulle, die Präfektur des Départements liegt ungefähr 40 Kilometer westlich und Égletons etwa 15 Kilometer nordwestlich sowie Ussel rund 35 Kilometer nordöstlich.
Nachbargemeinden von Lapleau sind Lamazière-Basse im Norden, Saint-Pantaléon-de-Lapleau im Nordosten, Soursac im Osten, Laval-sur-Luzège im Süden sowie Saint-Hilaire-Foissac im Westen.

## Wappen
Beschreibung: In Rot zwei gekehrte goldenen Löwen, darüber ein silberner laufender Leopard.

## Einwohnerentwicklung
| Jahr      | 1962 | 1968 | 1975 | 1982 | 1990 | 1999 | 2007 | 2016 |
| Einwohner | 593  | 586  | 542  | 516  | 514  | 525  | 408  | 388  |

## Sehenswürdigkeiten
- Barrage de la Luzège, ein Stausee der Luzège, genutzt als Wasserkraftwerk durch die Électricité de France.
- Viaduc des Rochers Noirs, eine alte Hängebrücke über die Luzège zwischen Soursac und Lapleau, seit dem 6. Dezember 2000 als Monument historique klassifiziert

## Persönlichkeiten
- Bernadette Bourzai (* 1945), französische Politikerin der Parti Socialiste